# Azerbajdzsán a 2022. évi téli olimpiai játékokon
Azerbajdzsán a kínai Pekingben megrendezett 2022. évi téli olimpiai játékok egyik részt vevő nemzete volt. Az országot az olimpián 1 sportágban 2 sportoló képviselte, akik érmet nem szereztek.

## Műkorcsolya
| Versenyző           | Versenyszám  | Rövid program | Rövid program | Kűr    | Kűr   | Összesítés | Összesítés |
| Versenyző           | Versenyszám  | Pont          | Hely.         | Pont   | Hely. | Pont       | Helyezés   |
| ------------------- | ------------ | ------------- | ------------- | ------ | ----- | ---------- | ---------- |
| Vladimir Litvintsev | Férfi egyéni | 84,15         | 18.           | 155,04 | 19.   | 239,19     | 18.        |
| Ekaterina Ryabova   | Női egyéni   | 61,82         | 16.           | 118,15 | 15.   | 179,97     | 15.        |